# Lamoral II Claudio Francisco de Thurn y Taxis
El conde Lamoral II Claudio de Thurn y Taxis (bautizado 14 de febrero de 1621, Bruselas-13 de septiembre de 1676, Amberes) fue un noble alemán y Maestro de Postas Imperial. Tomó el puesto de General Maestro de Postas Imperial de su madre cuando alcanzó la mayoría de edad en 1646. En 1650, obtuvo permiso del emperador para cambiar su nombre de familia a von Thurn, Valsassina und Taxis, pero después optó por el abreviado von Thurn und Taxis o, en francés, de la Tour et Tassis. Él y su madre fueron instrumentales en la organización del sistema postal imperial. Después del fin de la Guerra de los Treinta Años, compitió con éxito contra los muchos sistemas postales de los Estados alemanes. No pudo, sin embargo, recuperar un monopolio legal. También participó en las negociaciones que llevaron al Tratado de Westfalia.

## Biografía

### Juventud
Lamoral Claudio Francisco era el único hijo del Conde Leonardo II de Taxis y su esposa Alexandrina de Rye, Condesa de Varax. Su padre murió inesperadamente en 1628, cuando él tenía solo siete años de edad y heredó los puestos de Maestro de Postas Imperial (Reichspost) y Maestro de Postas de los Países Bajos Españoles. Hasta que alcanzó la mayoría de edad, su madre actuó como tutora y le proporcionó una amplia educación, enseñándole sobre el sector postal e idiomas, incluyendo el holandés, francés, alemán, italiano, latín y español.

### Actividades hasta la Paz de Westfalia

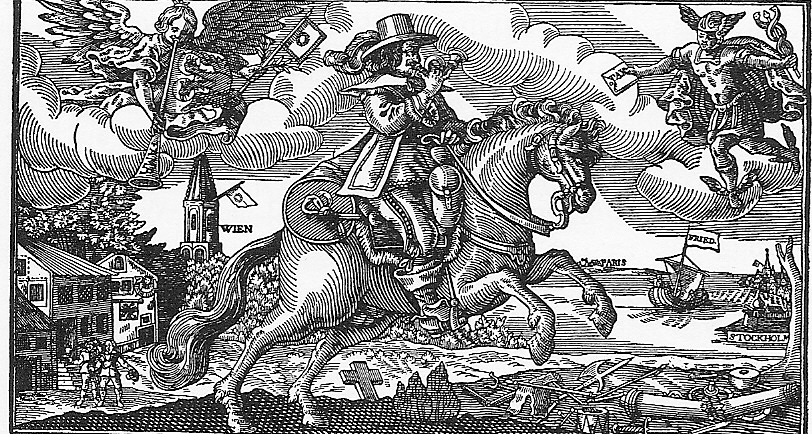
Cartero a caballo del Correo imperial como embajador de la Paz de Westfalia en 1648.

Lamoral Claudio Francisco empezó a actuar como Maestro de Postas General cuando alcanzó la mayoría de edad, a los 25 años, firmando los documentos él mismo, incluso antes de que fuera oficialmente seleccionado. Uno de sus primeros actos en el cargo fue la confirmación de la selección de su primo Juan Bautista de Taxis como Maestro de Postas en Augsburgo el 27 de febrero de 1646. Lamoral Claudio Francisco fue confirmado como Maestro de Postas General por el emperador Fernando III el 11 de septiembre de 1646.
Hacia el fin de la Guerra de los Treinta Años, durante las negociaciones de paz en Osnabrück y Münster, estableció un enlace de correo postal entre Detmold y Osnabrück y uno entre Osnabrück y Bückeburg. También estableció una ruta postal desde Colonia vía Lünen hasta Münster y una ruta de Münster a Osnabrück. Continuó operando la ruta que su madre había establecido desde Colonia vía Roermond hasta Bruselas. Después de la Paz de Westfalia, fue responsable de modificar el servicio postal entre Innsbruck a Bruselas de nuevo a su ruta tradicional.

### Cambio de nombre

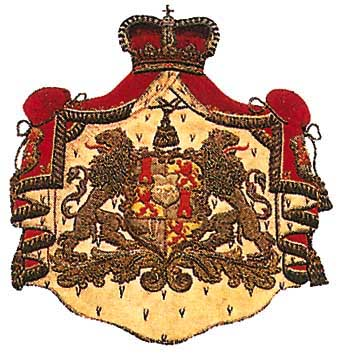
Escudo de armas de Thurn y Taxis.

Los condes de Taxis parecían ser descendientes de la baja nobleza. Sin embargo, investigación genealógica iniciada por su madre sugería que podían descender de la familia Della Torre, dinastía patricia italiana (también conocida como Torriano). Con base en estas investigaciones, la familia Taxis quiso cambiar su nombre a "Tour und Taxis". Ya en los primeros documentos que firmó, se autodenominó Lamoral Claudius Francißcus de la Tour, Conde de Taxis, aunque su cambio de nombre no fue aprobado por el emperador hasta 1650. Continuando con la iniciativa de su madre, comisionó al genealogista Engelbert Flacchie en 1647 para escribir un libro sobre la historia dinástica de la casa de Taxis. Este libro fue publicado en 1709 por su hijo y sucesor Eugenio Alejandro.
El 6 de octubre de 1649, el rey Felipe V de España reconoció la descendencia de la familia Taxis de la familia italiana. El emperador Fernando III permitió el cambio de nombre el 24 de diciembre de 1650. En 1653, la Casa de Thurn y Taxis remplazó el águila imperial en su escudo de armas por la torre de Della Torre. Mantuvieron el tejón en el corazón del escudo.

### Actividades de construcción y adquisición de tierras

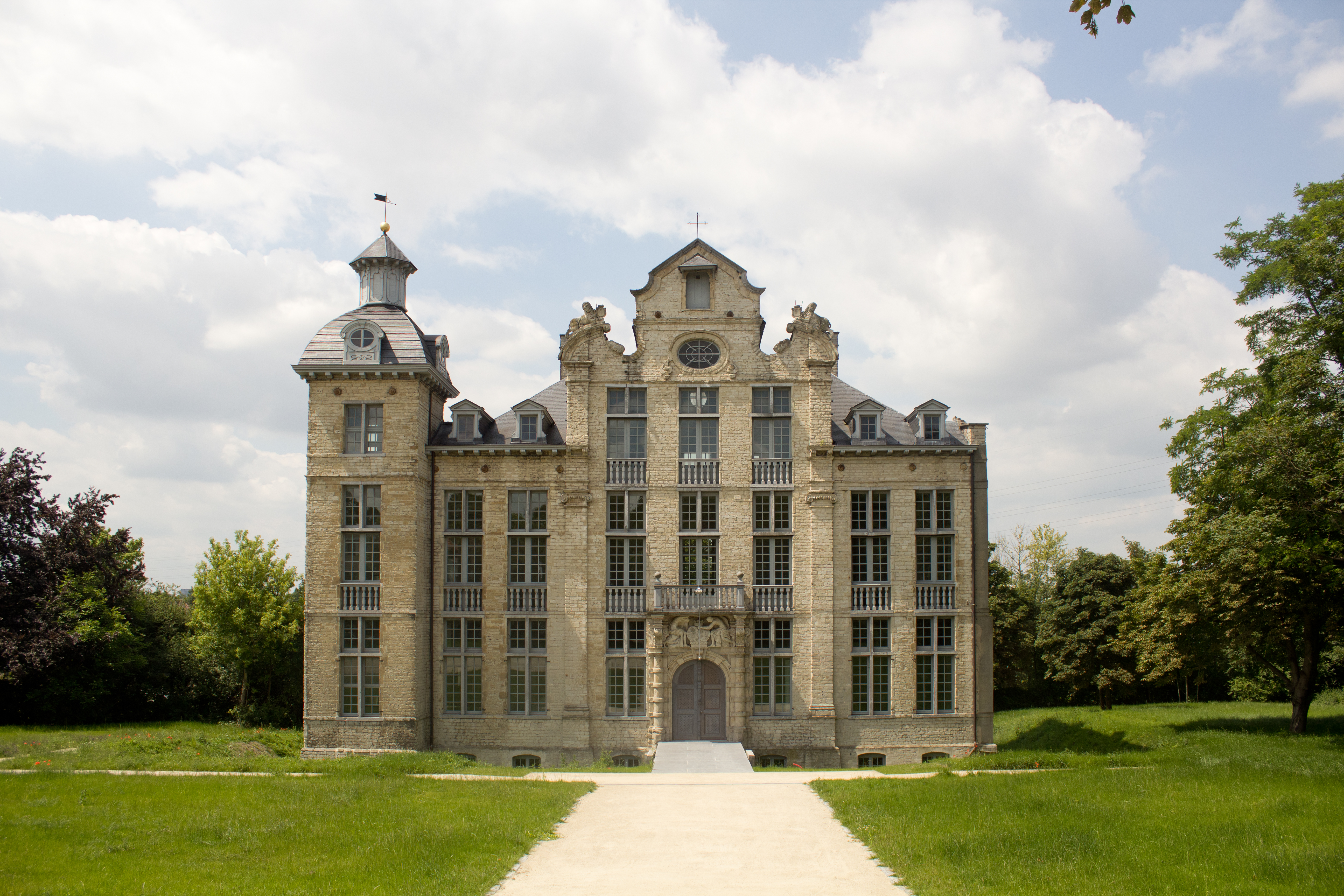
Castillo de Beaulieu, construido por Lamoral como residendia de verano.

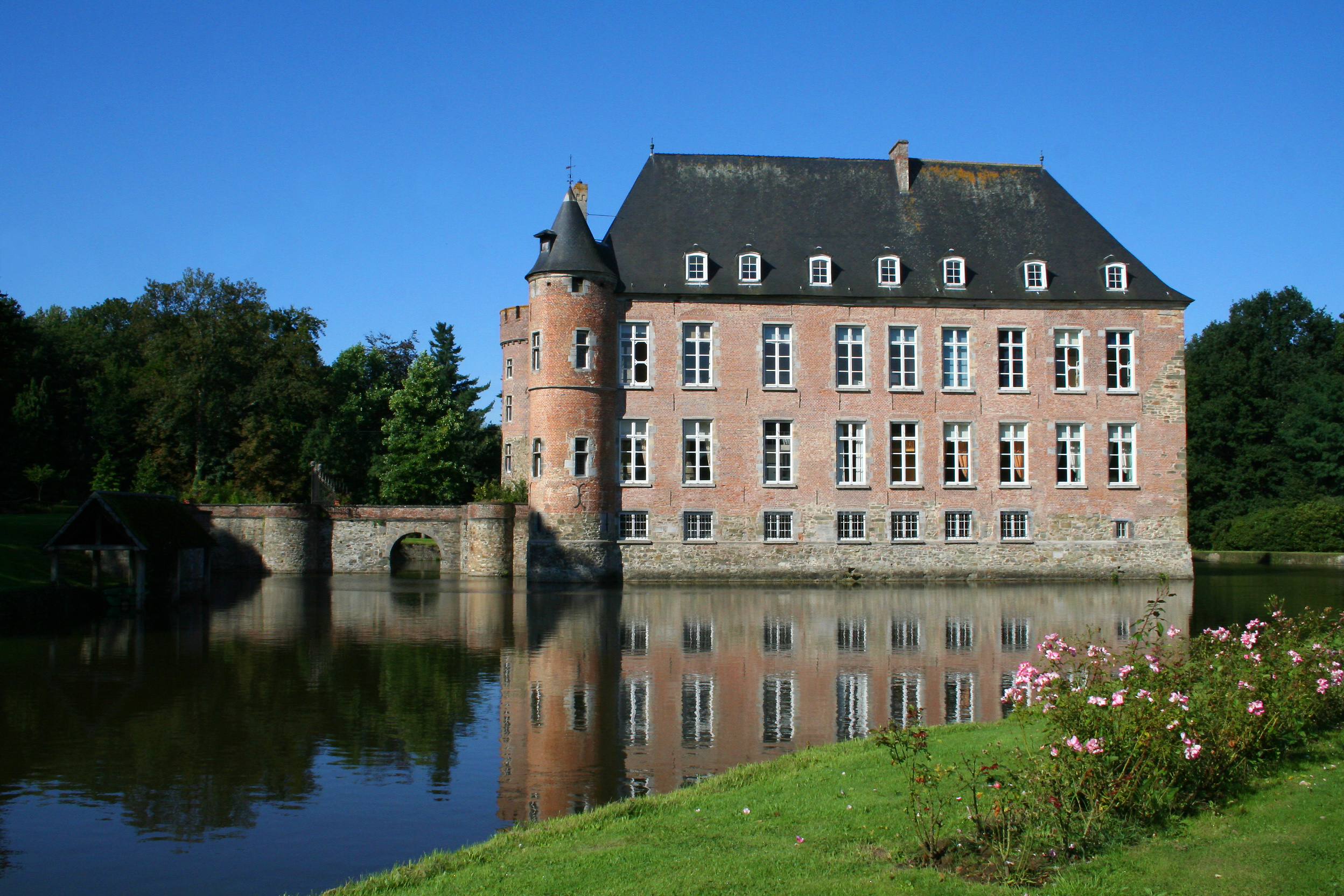
Castillo palaciego (Schloss) en Braine-le-Château.

Lamoral Claudio Francisco luchó toda su vida por la apreciación y avance social de su familia dentro de los rangos nobiliarios. Sus proyectos de construcción se incluyeron en este esfuerzo. Ordenó el rediseño en estilo barroco de la cripta familiar que Francisco de Taxis había construido en la Iglesia de Nuestra Señora de Sablon en Bruselas. En torno a 1660, construyó la residencia de verano (Lustschloss) de Beaulieu en las afueras de Bruselas. Amplió su residencia en la ciudad, en frente a la Iglesia de Nuestra Señora de Sablon, en un magnífico palacio. Con el propósito de poseer fincas apropiadas a su estación, adquirió los Señoríos de Braine-le-Château y Haut-Ittre en Henao de los parientes de su esposa. También asumió el Señorío de La Roche-en-Ardenne. A pesar de estos esfuerzos, solo su hijo Eugenio Alejandro logró ser elevado a príncipe español e imperial.

### Actividades como Maestro de Postas General
El 2 de diciembre de 1649, se le concedió a Lamoral Claudio una patente imperial, que le daba título para establecer estaciones de posta en todo el Sacro Imperio Romano Germánico. La operación del Correo imperial había sido considerado como un feudo desde 1615. Lamoral se dedicó personalmente a cuidar las relaciones externas del Correo y para ser reconocido como feudo imperial. Visitó la Dieta de Regensburg para promocionar la expansión de la red postal bajo su liderazgo. Durante la elección del emperador Leopoldo I, Lamoral estuvo presente como vasallo imperial.
El 13 de febrero de 1664, concluyó un contrato con el Elector Fernando María de Baviera, para establecer nuevas rutas postales desde Múnich a Augsburgo, Innsbruck, Regensburg, Wels y Salzburgo. El 13 de febrero de 1672, concluyó un contrato con el arzobispo Karl Kaspar von der Leyen de Tréveris para establecer una ruta postal entre Tréveris y Coblenza.
En 1672, algunas rutas postales tuvieron que ser rediseñadas, debido al estallido de la Guerra franco-holandesa. En 1675, trabajadores postales fueron atacados por mercenarios franceses mientas viajaban a través del Arzobispado de Tréveris con Salvaguardia. Lamoral se quejó a Luis XIV, pero recibió una respuesta negativa del Ministro de Guerra y Auntos Postales francés Le Tellier de Louvois. Del emperador, obtuvo un decreto para proteger mejor la neutralidad de las estaciones postales.

### Competencia

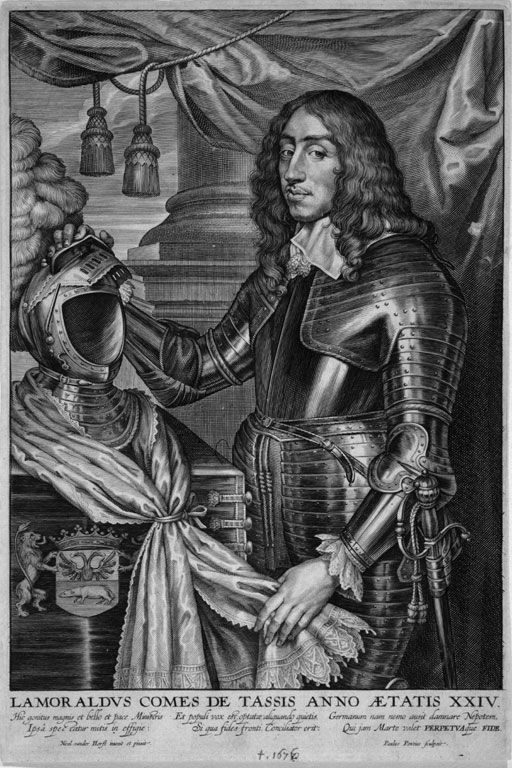
Lamoral Claudio Francisco.

Durante la Guerra de los Treinta Años y en particular durante las negociaciones de paz en Münster y Osnabrück, los gobernantes protestantes pusieron algunos esfuerzos en configurar un sistema postal independiente utilizando un sistema de relevos. En teoría, el Sistema imperial sostenía un monopolio legal, que había sido concedido por el emperador Rodolfo II en 1597. Sin embargo, los gobernantes protestantes argumentaban que los Archiduques Habsburgo operaban su propio sistema "Postal de Corte" independiente, que había sido reconocido por el abuelo de Lamoral Claudio Francisco, Lamoral de Taxis. Después de la Paz de Westfalia, algunos poderosos gobernantes protestantes, como los Electores de Brandeburgo y Sajonia, los Landgraves de Hesse-Kassel y los Duques de Brunswick-Luneburgo, empezaron a establecer sistemas postales independientes en sus territorios. Lamoral II Claudio Francisco, General Maestro de Postas Imperial, intentó en vano contener este desarrollo. En una conferencia de gobernantes protestantes en Hildesheim en 1658, los gobernantes decicieron una respuesta conjunta hacia las reclamaciones de la Casa de Taxis. Lamoral II Claudio Francisco de nuevo argumentó que sus sistemas postales eran ilegales bajo el decreto de monopolio de Rodolfo II de 1597. No obstante, no logró imponerse y después de prolongadas negociaciones, tuvo que aceptar la existencia de competidores y perdió algunas rutas postales en favor de estos nuevo competidores. Durante otra conferencia sobre asuntos postales en 1666, de nuevo en Hildesheim, fue acordada una demarcación definitiva de esferas e intereses.
Durante su mandato, Lamoral II Claudio Francisco estuvo comprometido en fortalecer la organización postal y cumplir las necesidades de las oficinas postales individuales. Fue un infatigable escritor de cartas. Miles de borradores de sus cartas se han conservado en el Archivo de la Casa Principesca de Thurn y Taxis en Regensburg. También era un duro negociador. El Elector Federico Guillermo de Brandeburgo se quejó en una carta al emperador Leopoldo I: "... que el Conde de Taxis debería ser puesto verdaderamente bajo control".

## Matrimonio e hijos
Contrajo matrimonio el 6 de febrero de 1650 con la Condesa Ana Francisca Eugenia (m. 25 de junio de 1693), la hija del Conde Felipe Lamoral de Horne y Houtekerke (m. 1654) y su esposa, la Princesa Dorothée Jeanne d'Arenberg (m. 1665). De este matrimonio, tuvo los siguientes hijos:
- Eugenio Alejandro (bautizado 11 de enero de 1652 - 21 de febrero de 1714), su sucesor como Maestro de Postas General.
- Íñigo Lamoral (bautizado 6 de noviembre de 1653 - 1 de octubre de 1713), General de la Caballería imperial, se casó con la Condesa Claudia Francisca Welburga Fugger von Nordendorg.
- Francisco Segismundo (30 de enero de 1655 - 19 de enero de 1710), Capitán General y Gobernador de Lieja, se casó con la Condesa Ana Hyacinth d'Ursel.
- Genoveva Ernestina María (bautizada 26 de noviembre de 1657 - 1686), desposó a Martín Gutiérrez Ms de los Ríos, Capitán de la guardia española.
- Antonio Alejandro (bautizado 3 de julio de 1662 - 6 de junio de 1683), soldado, muerto en batalla ante Neuhäsel.

Estos niños murieron en la infancia:
- Felipe Leopoldo (18 de noviembre de 1650 - 10 de junio de 1657)
- niño de nombre desconocido (1656-1656)
- Isabel María (bautizada 3 de septiembre de 1660 - noviembre de 1671)
- María Teresa (bautizada 7 de mayo de 1663 - antes de 28 de octubre de 1673)